# 卡旺
卡旺（法語：Cavan，法語發音：[kavɑ̃]）是法国阿摩尔滨海省的一个市镇，位于该省西北部，属于拉尼永区。

## 地理
卡旺（48°40'19"N, 3°20'41"W）面积16.4 平方千米，位于法国布列塔尼大區阿摩尔滨海省，该省份为法国西北部沿海省份，位于布列塔尼半岛北部，北濒大西洋英吉利海峡，西接菲尼斯泰尔省，南至莫尔比昂省，东临伊勒-维莱讷省。
与卡旺接壤的市镇（或旧市镇、城区）包括：贝雷特、卡韦内克-朗韦泽阿克、朗戈阿特、普吕聚内特、普拉特、康佩尔旺、通凯代克。
卡旺的时区为UTC+01:00、UTC+02:00（夏令时）。

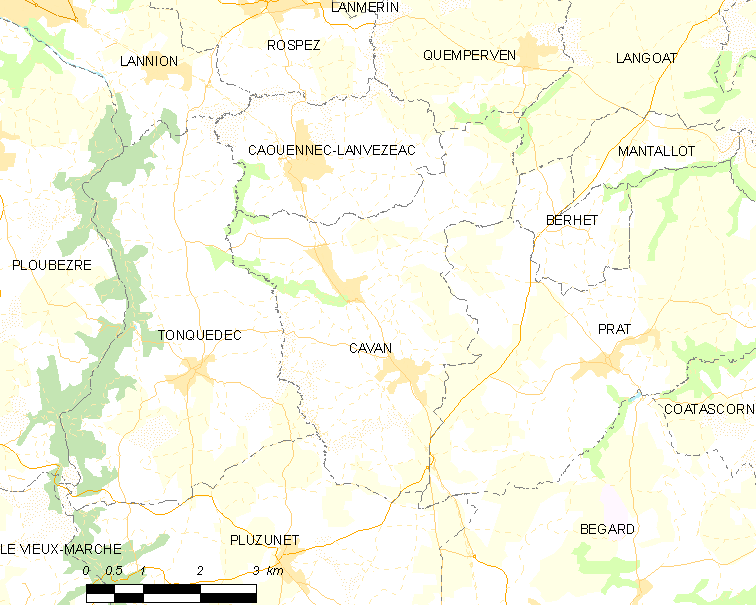
卡旺的OSM定位图

## 行政
卡旺的邮政编码为22140，INSEE市镇编码为22034。

## 政治
卡旺所属的省级选区为贝加尔县。

## 交通
阿摩尔滨海省省道D767线经过卡旺市中心。

## 人口

1962-2008年间卡旺人口变化图示

卡旺于2022年1月1日时的人口数量为1548人。